# 韩擢
韓擢（1559年—？），字叔捷，號雲陸，又號偉環，廣東惠州府博羅縣人，明朝政治人物。

## 生平
萬曆十年（1582年）壬午科廣東鄉試第四十一名舉人，十四年（1586年）中式丙戌科會試第二百二十名，三甲第二百二十四名進士。工部觀政，本年丁憂歸。十九年授南户部主事，二十一年升本部员外郎，本年升贵州司郎中，二十三年調南礼部，二十五年升安慶府知府。二十六年（1598年）調任漳州府知府，二十八年升四川副使，三十一年升本省參政，三十二年降佥事，仍管原务，三十三年养病去職。

## 家族
曾祖韓清；祖父韓寨，壽官；父韓元袞，壽官。母徐氏。具慶下。兄韓登。